# Welcome (Jovanotti)
Welcome è un singolo del cantautore italiano Jovanotti, pubblicato nel 1988 dalla Ibiza Records.

## Tracce
Testi e musiche di Jovanotti, Claudio Cecchetto e Luca Cersosimo.
7" (Italia), 12" (Italia)
- Lato A

1. Welcome – 8:14

- Lato B

1. Gimme Five 3 (Acid Five) – 7:36

12" (Stati Uniti)
- Lato A

1. Welcome (Long Version) – 8:14
2. Welcome (Radio Version) – 3:03

- Lato B

1. Yo (Long Version) – 5:15
2. Yo (Radio Version) – 3:33

## Classifiche

### Classifiche settimanali
| Classifica (1989) | Posizione massima |
| ----------------- | ----------------- |
| Italia            | 6                 |
| Classifica (1990) | Posizione massima |
| Irlanda           | 26                |
| Regno Unito       | 17                |

### Classifiche di fine anno
| Classifica (1989) | Posizione |
| ----------------- | --------- |
| Italia            | 57        |